# Julius Weber (Politiker)

Julius Weber

Julius Weber (* 18. Juli 1904 in Neunkirchen; † 15. Januar 1942 bei Nowo Pokrowka, UdSSR) war ein deutscher Politiker (NSDAP). Er war 1937 Bürgermeister der Stadt Völklingen und außerdem von 1935 bis 1942 Reichstagsabgeordneter.

## Biografie
Weber war der Sohn eines Hüttenarbeiters und hatte mindestens sechs Geschwister. Er besuchte die Volksschule und war danach als Jungarbeiter tätig. Zunächst arbeitete er als Lehrling im Neunkircher Eisenwerk, danach fing er dort als Hüttenarbeiter an. Von 1922 bis 1924 war er arbeitslos. Danach fand er eine Anstellung als Magazinarbeiter, erneut beim Neunkircher Eisenwerk.
Weber war am 13. November 1932 der NSDAP beigetreten (Mitgliedsnummer 1.571.238), für die er Kreistagsabgeordneter im Landkreis Ottweiler wurde. Am 8. Januar 1934 wurde er Kreisleiter der Deutschen Front in Ottweiler-St. Wendel, für die er seine Arbeitsstelle im Eisenwerk aufgab. Er behielt die Position als Kreisleiter bis zum 1. März 1935, als er Kreisleiter der NSDAP im Kreis Ottweiler wurde und außerdem in den nationalsozialistischen Reichstag einzog. Er profitierte dabei vom Gesetz über die Vertretung des Saarlandes im Reichstag, durch das acht Vertreter aus dem Saarland in den Reichstag eingezogen waren. Ab 1936 vertrat er den Wahlkreis 27 im Deutschen Reichstag. Kreisleiter der NSDAP im Kreis Ottweiler blieb er bis Oktober 1936, Reichstagsabgeordneter blieb er bis zu seinem Tod. Im Dezember 1935 wurde er Kreisleiter im Kreis Saarbrücken-Land und blieb dies ebenfalls bis zu seinem Tod, von April 1937 bis Januar 1941 bekleidete er diese Funktion auch im Kreis Saarbrücken-Stadt. Von Januar bis April 1937 war er Bürgermeister der Stadt Völklingen. Im Jahr 1940 wurde er nochmal Kreisleiter im Landkreis Diedenhofen in Lothringen. Im Jahr 1941 wurde er zum Kriegsdienst einberufen, in dem er am 15. Januar 1942 in der UdSSR ums Leben kam. Sein Nachfolger im Reichstag wurde Hieronymus Merkle.